# Reinhold Fuchs von Bimbach und Dornheim
Otto Reinhold Michael Dietrich Freiherr Fuchs von Bimbach und Dornheim (* 21. Mai 1845 in Würzburg; † 27. Juli 1903 in Charlottenburg) war ein bayerischer Generalleutnant und Präses der Artillerieprüfungskommission.

## Leben

### Herkunft
Reinhold entstammte dem fränkischen Adelsgeschlecht Fuchs. Er war ein Sohn des bayerischen Kammerherrn Franz Freiherr Fuchs von Bimbach und Dornheim (1805–1860) und dessen zweiter Ehefrau Regina, geborene Ehrenfest (1817–1895). Der Regierungspräsident von Niederbayern Ludwig Fuchs von Bimbach und Dornheim (1833–1900) war sein älterer Stiefbruder.

### Militärkarriere
Fuchs besuchte die Pagerie, trat am 25. August 1863 als Unterleutnant in das 2. Artillerie-Regiment der Bayerischen Armee ein und nahm 1866 am Krieg gegen Preußen teil. Anfang Juni 1868 folgte mit der Beförderung zum Oberleutnant seine Versetzung in das 3. Artillerie-Regiment „Königin Mutter“, bevor er Ende des Monats wieder in sein Stammregiment zurückkehrte. Mit dem Verband nahm er während des Krieges gegen Frankreich 1870/71 an den Schlachten bei Wörth und Sedan sowie der Belagerung von Paris teil und wurde mit dem Eisernen Kreuz II. Klasse ausgezeichnet.
Ende Juli 1877 wurde Fuchs als Hauptmann und Batteriechef in das 2. Fußartillerie-Regiment versetzt. Ab Mitte Juli 1880 war er unter Stellung à la suite seines Regiments als Referent bei der Inspektion der Artillerie und des Trains tätig und wurde am 7. Juli 1881 zur Artillerieprüfungskommission nach Berlin kommandiert. Fuchs stieg Mitte Juni 1885 zum Major auf und unter Belassung in seinem Kommando ernannte man ihn am 3. Oktober 1886 zum etatmäßigen Stabsoffizier im 1. Fußartillerie-Regiment „vakant Bothmer“. Unter weiterer Belassung in seinem Kommando wurde er Ende Oktober 1887 à la suite seines Regiments gestellt und avancierte bis Ende November 1891 mit dem Rang und den Gebührnissen eines Regimentskommandeurs zum Oberst. Mitte März 1895 erhielt er den Rang eines Briagdekommandeurs und wurde am 1. April 1895 zum Präses der Artillerieprüfungskommission ernannt. Ein Jahr später erfolgte unter Stellung à la suite der Armee seine Beförderung zum Generalmajor und am 19. April 1899 zum Generalleutnant.
Fuchs wirkte bei der Bewaffnung der Feldartillerie mit dem Geschütz 96 und der Feldhaubitze 98 sowie der Ausgestaltung der Schweren Feldhaubitze für die Fußartillerie. Sein besonderes Interesse galt der Entwicklung der artilleristischen Sprengstoffe. Für seine Tätigkeit ehrte ihn Prinzregent Luitpold mit dem Ritterkreuz des Verdienstordens der Bayerischen Krone, dem Großkomturkreuz des Militärverdienstordens sowie dem Verdienstorden vom Heiligen Michael I. Klasse und Wilhelm II. verlieh ihm u. a. den Roten Adlerorden I. Klasse. Er starb am 27. Juli 1903 in Charlottenburg.

### Familie
Fuchs verheiratete sich am 2. April 1871 in Waldheim, Böhmen mit Rosa Freiin Malowetz von Malowitz (1847–1905). Aus der Ehe gingen fünf Kinder hervor:
- Otto Ernst (1871–1915), bayerischer Kammerherr und Major ⚭ 1903 Caroline Freiin von Seckendorff (* 1878)
- Elvira (* 1874) ⚭ 1894 Rudolf von Dahmen, k.u.k. Major
- Klothilde (* 1875), Ehrendame des Theresienordens
- Franziska (* 1879) ⚭ 1899 Friedrich von Schoeller († 1916), k.u.k. Rittmeister
- Hans (* 1886), k.u.k. Rittmeister